# Funkmaster Flex
Funkmaster Flex, właściwie Aston George Taylor Jr. (ur. 5 sierpnia 1968 w Nowym Jorku) – amerykański DJ i producent muzyczny, pracuje w stacji radiowej Hot 97. Autor wielu cenionych mixtape'ów.

## Dyskografia
- The Mix Tape Volume 1: 60 Minutes of Funk (1995)
- The Mix Tape Volume 2: 60 Minutes of Funk (1997)
- Mix Tape Vol. 3: 60 Minutes of Funk - The Final Chapter (1998)
- The Tunnel (wspólnie z Big Kap) (1999)
- Vibe Hits Vol. 1 (2000)
- The Mix Tape Volume 4: 60 Minutes of Funk (2000)
- My Lifestyle (2002)
- Funkmaster Flex Car Show Tour (2005)